# Frederik Niels Basse Fønss
Frederik Niels Basse Fønss (født 23. august 1862 på Hindsgavl, død 16. juni 1922) var en dansk stamhusbesidder.
Han var søn af Niels Basse Fønss og dennes første hustru, Fanny Manon Georgine von Lowzow og var forpagter, senere ejer af Billeshave ved Strib fra 1898 til 1908. Han overtog Stamhuset Hindsgavl i 1907, og i 1910 bortsolgte Fønss den resterende del af godsets fæstegårde til bøndernes selveje, og ved hans død i 1922 blev stamhuset afløst. Han blev 1888 kammerjunker og 1908 hofjægermester.
29. maj 1888 ægtede han på Vilhelmsborg Edele Margrethe "Benna" baronesse Gyldenkrone (født 27. januar 1867 på Mariendal, død 31. december 1947 i København), datter af Carl lensbaron Güldencrone og Edele Margrethe von Barner.